# الجائزة الأدبية فاليري لاربو
الجائزة الأدبية فاليري لاربو هي جائزة أدبية فرنسية أنشأت عام 1967، عشر سنوات بعد وفاة الكاتب فاليري ليربو، من طرف الجمعية العالمية لأصدقاء فاليري لاربو، منظمة مكرسة للترويج لأعماله. منحت الجائزة لكتاب الكتب التي يحس الحكام «أن لاربو سيحبها». تعطى الجائزة دائما في فيشي في آخر نهاية أسبوع من ماي.

## الفائزون بالجائزة
- 1967 – ميشيل دار,Mélusine
- 1968 – روبير ليفيسك, Les Bains d'Estramadure
- 1969 –كلود روي, Le verbe Aimer et autres essais
- 1970 – هنري توماس, La Relique
- 1971 – غي روهو, Le Bateau des Iles
- 1972 – جان ماري غوستاف لو كليزيو و فريدا ويسمان لكل أعمالهم
- 1973 – جورج بيرو, Papiers collés I, II
- 1974 –بيير ليريس, لترجمات أعمال وليم بليك
- 1975 – ميريال سيرف, Le Diable vert
- 1976 – مارسيل ثيري, Toi qui pâlis au nom de Vancouver
- 1977 – جون بلو, Les Cosmopolites and Françoise Lioure
- 1978 – فيليب جاكوتيه لكل أعماله
- 1979 – جورج بيروي, Feux et lieux
- 1980 – بول كونستانت, Ouregano
- 1981 – نويل ديفو لكل أعماله
- 1982 – شيستيان غويديسيلي, Une affaire de famille
- 1983 – جاك ريدا لكل أعماله
- 1984 – إيبير نيسن لكل أعماله
- 1985 – جون ليسكير وبرنارد ديلفاي
- 1986 – روني دو سيكاتي, L'Or et la Poussière
- 1987 – إيمانويل كارير، Le Détroit de Behring
- 1988 – جون-ماري لاكلافيتين, Donnafugata
- 1989 – جون رولين, La ligne de front
- 1990 – فريديريك-جاك تومبل, Anthologie Personnelles
- 1991 – فريديريك فيتو, Sérénissime
- 1992 – نيكولاس بريال, Sonate au Clair de Lune
- 1993 – أوليفير جيرمان توماس , Au cœur de l'enfance
- 1994 – جون نويل بانكرازي, Le Silence des Passions
- 1995 –آلين بلوتيير, L'Enchantement
- 1996 – فرنسوا بوت, Radiguet
- 1997 – جون بول أونتوفن, Les enfants de Saturne
- 1998 – جيرارد ماسي, Colportage I et II
- 1999 – جيل ليروي, Machines à sous
- 2000 – غي غوفيت, Partance et autres lieux
- 2002 – جون كلود بيروت, Ange Vincent
- 2003 – جورج أوليفر شاتورينو, Au fond du Paradis
- 2004 – جون برتراند بونتاليس, La Traversée des ombres
- 2005 – كريستين جوردي, Une passion excentrique : visites anglaises
- 2006 – بيير جورد, Festins secrets
- 2007 – فينسنت ديليكروا, Ce qui est perdu
- 2008 - توماس بي روفيردي, Les derniers feux
- 2009 - ميشيل لافون, Une vie de Pierre Ménard
- 2010 - كلوي كورمان, Les Hommes-couleurs (Le Seuil)
- 2011 - جيروم فيراري, Où j'ai laissé mon âme (Actes Sud)
- 2012 -سومانا سينها, Assommons les pauvres! (L'Olivier)
- 2013 - إيريك فوييار, Congo et La Bataille d'Occident (Actes Sud)